# Équipe de France de rugby à XV à la Coupe du monde 2007
L’équipe de France de rugby à XV faisait partie des favoris pour la victoire finale lors de la  Coupe du monde de rugby à XV 2007 qu’elle disputait sur ses terres. Après avoir été battue en demi-finale par l'Angleterre (14-9) puis par l'Argentine lors de la finale pour la troisième place (34-10), elle termine quatrième.

## Les 30 sélectionnés
Au mois de juin, l’équipe de France dispute deux matches en Nouvelle-Zélande, qu’elle perd très largement (11-42 et 10-61), et s’attire les critiques pour n’avoir pas envoyé ses meilleurs joueurs. De fait, une bonne partie d’entre eux étaient mobilisés par les demi-finales et finale du Top 14 qui se déroulaient au même moment, et seuls cinq hommes, évoluant en Angleterre ou à Perpignan, absent de la phase finale du championnat, seront finalement sélectionnés pour la Coupe du monde (David Marty, Raphaël Ibañez, Sébastien Chabal, Nicolas Mas et Sébastien Bruno).
La liste des 30 joueurs retenus est annoncée dès le 14 juin 2007, ce qui est très tôt par rapport aux autres équipes. Bernard Laporte a expliqué qu’il souhaitait mobiliser les joueurs très vite et éviter les incertitudes qui auraient pour risque de les fragiliser psychologiquement. «Cela a été difficile. C’est un crève-cœur de nommer 30 noms alors que sur la saison, il y en a qui ont fait tellement d’efforts…» déclare Jo Maso, manager général de l’équipe de France.

### Liste originelle
| Avants : - Sylvain Marconnet (Stade français) - Pieter de Villiers (Stade français) - Olivier Milloud (Bourgoin) - Jean-Baptiste Poux (Toulouse) - Raphaël Ibañez (Wasps) - Sébastien Bruno (Sale) - Dimitri Szarzewski (Stade français) - Fabien Pelous (Toulouse) - Jérôme Thion (Biarritz) - Lionel Nallet (Castres), - Sébastien Chabal (Sale) - Serge Betsen (Biarritz) - Julien Bonnaire (Bourgoin) - Elvis Vermeulen (Clermont) - Imanol Harinordoquy (Biarritz) - Rémy Martin (Stade français) - Yannick Nyanga (Toulouse). | Arrières : - Pierre Mignoni (Clermont) - Jean-Baptiste Élissalde (Toulouse) - Lionel Beauxis (Stade français) - Frédéric Michalak (Toulouse) - David Skrela (Stade français) - Christophe Dominici (Stade français) - Cédric Heymans (Toulouse) - Vincent Clerc (Toulouse) - Aurélien Rougerie (Clermont) - Yannick Jauzion (Toulouse) - Damien Traille (Biarritz) - David Marty (Perpignan) - Clément Poitrenaud (Toulouse). |

Comme toujours, les choix ont donné lieu à débats et polémiques. Laporte parle de « logique » et de « complémentarité » pour les justifier. La répartition entre 17 avants pour seulement 13 arrières est motivée par l’intensité prévue des contacts dans le combat et la conquête, qui nécessitera l’injection de « sang frais » dans ce secteur du jeu en cours de match. De ce fait, certains arrières sont choisis en fonction de leur capacité à occuper différents postes. C’est pourquoi un seul arrière de métier, Clément Poitrenaud, est retenu, le staff expliquant que ce poste pouvait être occupé également par deux ailiers, Christophe Dominici et Cédric Heymans. Cette polyvalence autorise les sélectionneurs à retenir deux autres ailiers, Aurélien Rougerie et Vincent Clerc. Dans le même ordre d’idée, David Skrela, retenu comme ouvreur, peut aussi jouer centre, tandis que Frédéric Michalak peut évoluer à la mêlée et à l’ouverture.
La sélection de Sébastien Chabal en deuxième ligne, lui qui évolue depuis toujours troisième ligne, fait couler beaucoup d’encre. D’abord parce qu’il est difficile de changer ainsi de poste sans l’avoir jamais fait en club, ensuite parce qu’elle se fait au détriment de Pascal Papé, pourtant nommé capitaine du XV de France pour la difficile tournée en Nouvelle-Zélande du début juin, et régulièrement retenu depuis trois ans. Chabal peut couvrir la deuxième et la troisième ligne. Outre Papé, Thomas Castaignède, Dimitri Yachvili et Florian Fritz font partie des grands absents de la liste. Castaignède paye un physique jugé frêle, Yachvili une fin de saison en demi-teinte, et Fritz son manque de forme.
Une « liste cachée », mal nommée puisqu’elle fut rendue publique elle aussi, contenait les noms de onze joueurs susceptibles d’être appelés en cas de blessure. 
- Benjamin Boyet (Bourgoin) (ouvreur)
- Thierry Dusautoir (Toulouse) (troisième ligne aile)
- Laurent Emmanuelli (Clermont) (pilier)
- Jean-Philippe Grandclaude (USA Perpignan) (ailier).
- Benjamin Kayser (Stade français) (talonneur)
- Grégory Lamboley (Toulouse) (deuxième ligne)
- Brian Liebenberg (Stade français) (centre)
- Olivier Magne (London Irish) (troisième ligne aile)
- Nicolas Mas (USA Perpignan) (pilier)
- Pascal Papé (Castres olympique) (deuxième ligne)
- Dimitri Yachvili (Biarritz olympique) (demi de mêlée)

Le capitaine désigné est Fabien Pelous, mais au cours du stage de préparation, l’encadrement lui retire cette charge pour la confier à Raphaël Ibañez.
Deux blessures graves vont venir modifier la donne. Tout d’abord, le troisième ligne centre de Clermont Elvis Vermeulen se blesse au dos lors de la finale du Top 14 avec son club. La hernie discale qui est diagnostiquée le contraint à renoncer, et le 18 juin, Thierry Dusautoir est appelé pour le suppléer.
Pascal Papé prend très mal la chose. Déjà déçu d’avoir été écarté de la liste de départ, il doit en plus accepter de n’être même pas appelé comme remplaçant, alors qu’il aurait logiquement pu s’attendre à ce que Sébastien Chabal soit replacé en troisième ligne, lui-même prenant la place ainsi libérée en deuxième ligne. Il déclare au Progrès de Lyon : « J'ai vraiment pris une grande claque dans la gueule. Je suis tombé des nues… J'ai l'impression d'avoir été pris pour un con ! ».
D’autre part, Sylvain Marconnet s’était donné une fracture du tibia en faisant du ski en famille début mars, mais avait quand même été inclus, le staff comptant sur un rétablissement possible de son meilleur pilier. Ce genre de blessure nécessitant environ cinq à six mois de convalescence, Marconnet aurait pu être sur pied début septembre. Mais malgré tous ses efforts, une fracture de fatigue survenue mi-août le contraint finalement au forfait. Nicolas Mas, qui avait été appelé en renfort le 6 août pour préparer cette absence possible et permettre les entraînements en mêlée, intègre officiellement la liste des 30 le 20 août.

### Liste définitive des 30

#### Les avants
| Joueur              | Poste           | Club                 |
| ------------------- | --------------- | -------------------- |
| Nicolas Mas         | Pilier          | USA Perpignan        |
| Olivier Milloud     | Pilier          | CS Bourgoin-Jallieu  |
| Jean-Baptiste Poux  | Pilier          | Stade toulousain     |
| Pieter de Villiers  | Pilier          | Stade français Paris |
| Sébastien Bruno     | Talonneur       | Sale Sharks          |
| Raphaël Ibañez      | Talonneur       | London Wasps         |
| Dimitri Szarzewski  | Talonneur       | Stade français Paris |
| Sébastien Chabal    | Deuxième ligne  | Sale Sharks          |
| Lionel Nallet       | Deuxième ligne  | Castres olympique    |
| Fabien Pelous       | Deuxième ligne  | Stade toulousain     |
| Jérôme Thion        | Deuxième ligne  | Biarritz olympique   |
| Serge Betsen        | Troisième ligne | Biarritz olympique   |
| Julien Bonnaire     | Troisième ligne | ASM Clermont         |
| Thierry Dusautoir   | Troisième ligne | Stade toulousain     |
| Yannick Nyanga      | Troisième ligne | Stade toulousain     |
| Imanol Harinordoquy | Troisième ligne | Biarritz olympique   |
| Rémy Martin         | Troisième ligne | Stade français Paris |

#### Les arrières
| Joueur                  | Poste              | Club                 |
| ----------------------- | ------------------ | -------------------- |
| Jean-Baptiste Élissalde | Demi de mêlée      | Stade toulousain     |
| Pierre Mignoni          | Demi de mêlée      | ASM Clermont         |
| Lionel Beauxis          | Demi d'ouverture   | Stade français Paris |
| Frédéric Michalak       | Demi d'ouverture   | Natal Sharks         |
| David Skrela            | Demi d'ouverture   | Stade français Paris |
| Yannick Jauzion         | Trois quart centre | Stade toulousain     |
| David Marty             | Trois quart centre | USA Perpignan        |
| Damien Traille          | Trois quart centre | Biarritz olympique   |
| Vincent Clerc           | Ailier             | Stade toulousain     |
| Christophe Dominici     | Ailier             | Stade français Paris |
| Cédric Heymans          | Ailier             | Stade toulousain     |
| Aurélien Rougerie       | Ailier             | ASM Clermont         |
| Clément Poitrenaud      | Arrière            | Stade toulousain     |

## La préparation
Les joueurs français s’installent au Centre national du rugby de Linas-Marcoussis à partir du 30 juin, pour onze semaines de préparation intense, notamment au plan physique.Ils disputent trois rencontres amicales qui se soldent par trois victoires (21-15 et 22-9 contre l’Angleterre et 34-7 contre le Pays de Galles). Lors du dernier match, les sélectionneurs titularisent l’ailier du Stade toulousain Cédric Heymans au poste d’arrière. 

## La Coupe du Monde
La France dispute quatre matches préliminaires dans la Poule D.

### Matches de poule

#### Match 1: France -Argentine
Date : 7 septembre 2007
Stade : Stade de France, à Saint-Denis ( France)
Arbitre : Tony Spreadbury 
Rapport officiel : Statistiques
Composition des équipes
- France

Titulaires : Olivier Milloud, Raphaël Ibanez (cap.), Pieter de Villiers, Jérôme Thion, Fabien Pelous, Rémy Martin, Imanol Harinordoquy, Serge Betsen, Pierre Mignoni, David Skrela, Christophe Dominici, Yannick Jauzion, Damien Traille, Aurélien Rougerie, Cédric Heymans

Remplaçants : Dimitri Szarzewski, Jean-Baptiste Poux, Sébastien Chabal, Julien Bonnaire, Thierry Dusautoir, Jean-Baptiste Élissalde, Frédéric Michalak
- Argentine

Titulaires : Rodrigo Roncero, Mario Ledesma, Martín Scelzo, Ignacio Fernández Lobbe, Patricio Albacete, Lucas Ostiglia, Juan Manuel Leguizamón, Juan Martín Fernández Lobbe, Agustín Pichot (cap.), Juan Martín Hernández, Horacio Agulla, Felipe Contepomi, Manuel Contepomi, Lucas Borges, Ignacio Corleto

Remplaçants : Martin Durand, Nicolas Fernández Miranda, Hernán Senillosa, Rimas Álvarez Kairelis, Federico Todeschini, Alberto Vernet Basualdo, Santiago González Bonorino
Points marqués
- France : 4 pénalités de Skrela (8e, 29e, 40e, 60e)
- Argentine : 1 essai de Corleto (27e), 4 pénalités de Contepomi (6e, 10e, 24e, 34e)

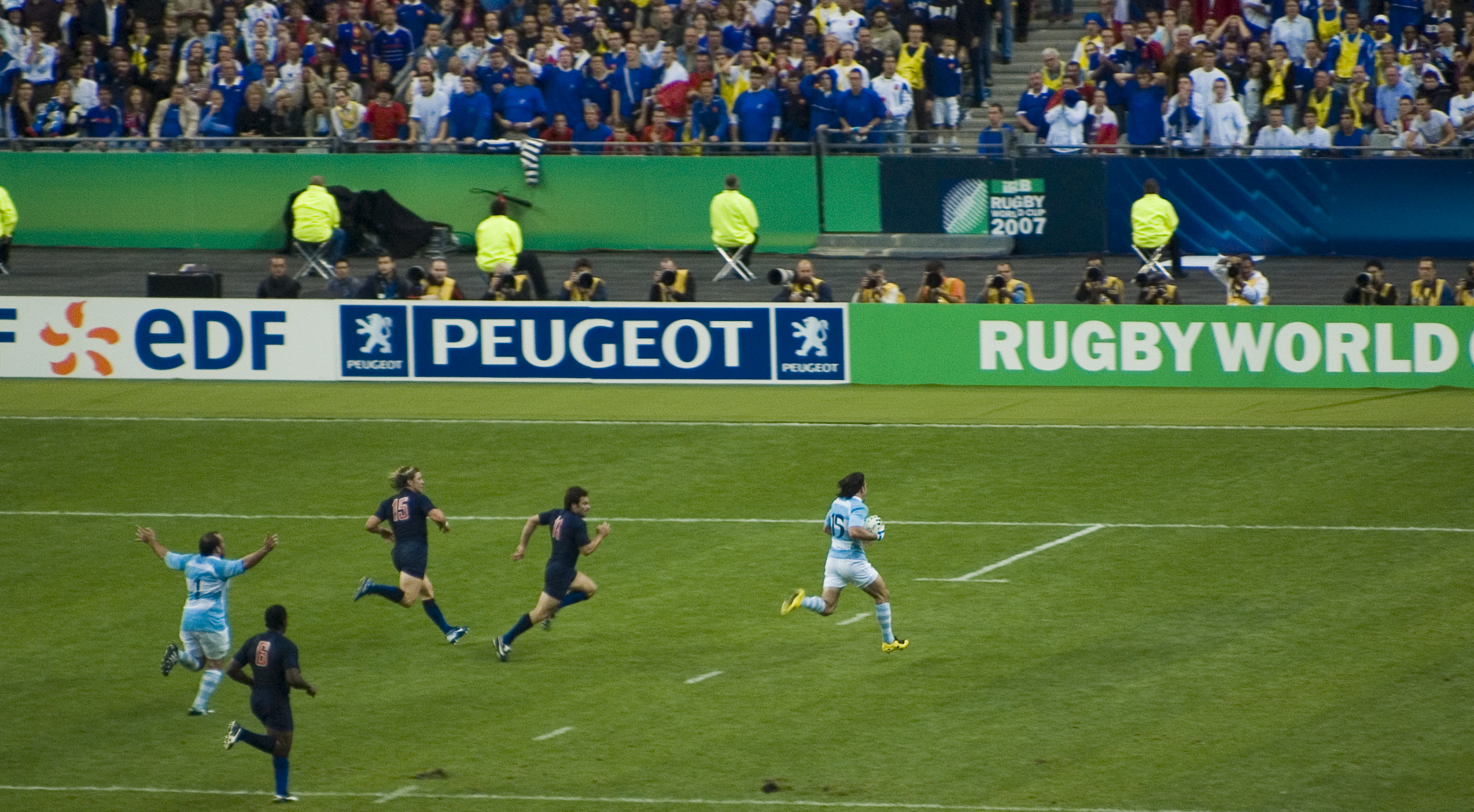
Corleto courant vers l'essai

Peu avant le match d'ouverture France-Argentine de la Coupe du monde de rugby, le 7 septembre 2007, l'encadrement du XV de France, sous la houlette de Bernard Laporte, futur secrétaire d'État à la Jeunesse et aux Sports, a décidé de faire lire la lettre de Guy Môquet aux joueurs, qui en eurent les larmes aux yeux. Selon le journaliste Laurent Bénézech du journal sportif L'Équipe, cette tension émotionnelle a pu être une des causes de la défaite contre l'Argentine (17-12).
Jamais jusqu'alors la France n’a connu la défaite lors d’un match de poule en phase finale de Coupe du monde. Elle n’a concédé qu’un match nul à l’Écosse en 1987 (20-20). Avec seulement trois points inscrits, la seconde mi-temps de ce match est la moins prolifique de toute l'histoire de la phase finale de la Coupe du monde.
L'Argentine jouait son troisième match d'ouverture de la Coupe du monde, à chaque fois contre le pays organisateur. C'est sa première victoire après deux échecs contre le pays de Galles en 1999 (18-23) et l'Australie en 2003 (8-24).
Une seule autre fois le pays organisateur s'est incliné lors du match d'ouverture, l'Angleterre contre la Nouvelle-Zélande en 1991.

##### Comptes rendus et réactions
- lemonde.fr, La France chute dès le match d'ouverture
- lefigaro.fr, Une fâcheuse défaite
- ffr.fr, Laporte : « Nous allons nous relever »

#### Match 2: France-Namibie
Date : 16 septembre 2007
Stade : Stadium de Toulouse,  France
Arbitre : Alain Rolland 
Composition des équipes
- France

Titulaires : 15 Clément Poitrenaud, 14 Vincent Clerc, 13 David Marty, 12 Damien Traille, 11 Cédric Heymans, 10 Frédéric Michalak, 9 Jean-Baptiste Élissalde (cap.), 8 Julien Bonnaire, 7 Thierry Dusautoir, 6 Yannick Nyanga, 5 Lionel Nallet, 4 Sébastien Chabal, 3 Pieter de Villiers, 2 Dimitri Szarzewski, 1 Jean-Baptiste Poux

Remplaçants : 16 Raphaël Ibanez, 17 Nicolas Mas, 18 Fabien Pelous, 19 Imanol Harinordoquy, 20 Lionel Beauxis, 21 Yannick Jauzion, 22 Aurélien Rougerie
- Namibie

Titulaires : 15 Tertius Losper, 14 Ryan Witbooi, 13 Bradley Langenhoven, 12 Piet van Zyl, 11 Heini Bock, 10 Emile Wessels, 9 Jurie van Tonder, 8 Jacques Burger, 7 Michael MacKenzie, 6 Jacques Nieuwenhuis, 5 Nico Esterhuize, 4 Wacca Kazombiaze, 3 Jane du Toit, 2 Hugo Horn, 1 Kees Lensing (cap.)

Remplaçants : 16 Johannes Meyer, 17 Johnny Redelinghuys, 18 Herman Lindvelt, 19 Tinus du Plessis, 20 Eugene Jantjies, 21 Lu-Wayne Botes, 22 Melrick Africa
Points marqués
- France : 13 essais de Heymans (7e), Marty (11e), Dusautoir (21e), Nallet (32e, 40e), Clerc (37e, 57e, 65e), Bonnaire (47e), Chabal (49e, 54e), Elissalde (57e), Ibanez (76e), 11 transformations de Elissalde (12e, 22e, 33e, 38e, 40e, 48e, 50e, 55e, 58e, 60e, 66e)
- Namibie : 1 essai de Langenhoven (78e), 1 transformation de Losper (79e), 1 drop de Wessels (10e)

L'équipe de France l'emporte largement face à une équipe de Namibie réduite à quatorze joueurs dès la 19e minute de jeu (expulsion du 3e ligne Nieuwenhuis pour brutalité).

#### Match 3: France-Irlande
Date : 21 septembre 2007
Stade : Stade de France, Saint-Denis ( France)
Arbitre : Chris White 
Homme du match : Jean-Baptiste Élissalde 
Rapport officiel : Statistiques
Composition des équipes
- France

Titulaires : 15 Clément Poitrenaud, 14 Vincent Clerc, 13 David Marty, 12 Damien Traille, 11 Cédric Heymans, 10 Frédéric Michalak, 9 Jean-Baptiste Élissalde, 8 Julien Bonnaire, 7 Thierry Dusautoir, 6 Serge Betsen, 5 Jérôme Thion, 4 Sébastien Chabal, 3 Pieter de Villiers, 2 Raphaël Ibanez (cap.), 1 Olivier Milloud

Remplaçants : 16 Dimitri Szarzewski, 17 Jean-Baptiste Poux, 18 Lionel Nallet, 19 Yannick Nyanga, 20 Lionel Beauxis, 21 Yannick Jauzion, 22 Aurélien Rougerie
- Irlande

Titulaires : 15 Girvan Dempsey, 14 Shane Horgan, 13 Brian O'Driscoll (cap.), 12 Gordon D'Arcy, 11 Andrew Trimble, 10 Ronan O'Gara, 9 Eoin Reddan, 8 Denis Leamy, 7 David Wallace, 6 Simon Easterby, 5 Paul O'Connell, 4 Donncha O'Callaghan, 3 John Hayes, 2 Jerry Flannery, 1 Marcus Horan

Remplaçants : 16 Frankie Sheahan, 17 Simon Best, 18 Malcolm O'Kelly, 19 Neil Best, 20 Isaac Boss, 21 Paddy Wallace, 22 Gavin Duffy
Points marqués
- France : 2 essais de Clerc (59e, 68e), 5 pénalités de Élissalde (7e, 16e, 22e, 40e, 55e)
- Irlande : 1 drop de O'Gara (37e)

La France joue sans Fabien Pelous qui s'est blessé lors du match contre la Namibie. Elle l'emporte après avoir mené depuis l'ouverture de la marque par un but de pénalité de Jean-Baptiste Élissalde, grâce à deux essais de Vincent Clerc, consécutifs à deux passes au pied de Frédéric Michalak et Jean-Baptiste Élissalde, et cinq pénalités au total marquées par Élissalde.

#### Match 4: France-Géorgie
Date : 30 septembre 2007
Stade : Stade Vélodrome à Marseille ( France)
Arbitre : Alan Lewis 
Homme du match : Lionel Beauxis 
Rapport officiel : statistiques
Composition des équipes
- Géorgie

Titulaires : 1 Mamuka Magrakvelidze, 2 Akvsenti Giorgadze, 3 Davit Zirakashvili, 4 Zurab Mtchedlishvili, 5 Mamuka Gorgodze, 6 Ilia Maissuradze, 7 Grigol Labadze, 8 Giorgi Chkhaidze, 9 Irakli Abuseridze (cap.), 10 Merab Kvirikashvili, 11 Otar Eloshvili, 12 Irakli Giorgadze, 13 Revaz Gigauri, 14 Bessik Khamashuridze, 15 Otar Barkalaia

Remplaçants : 16 Avtandil Kopaliani, 17 Goderdzi Shvelidze, 18 Victor Didebulidze, 19 Zviad Maissuradze, 20 Giorgi Elizbarashvili, 21 Irakli Machkhaneli, 22 Malkhaz Urjukashvili
- France

Titulaires : 15 Clément Poitrenaud, 14 Aurélien Rougerie, 13 David Marty, 12 Yannick Jauzion, 11 Christophe Dominici, 10 Lionel Beauxis, 9 Pierre Mignoni, 8 Julien Bonnaire, 7 Yannick Nyanga, 6 Serge Betsen (cap.), 5 Jérôme Thion, 4 Lionel Nallet, 3 Jean-Baptiste Poux, 2 Sébastien Bruno, 1 Olivier Milloud

Remplaçants : 16 Dimitri Szarzewski, 17 Nicolas Mas, 18 Fabien Pelous, 19 Rémy Martin, 20 Jean-Baptiste Élissalde, 21 David Skrela, 22 Vincent Clerc
Points marqués
- Géorgie : 1 essai de Maisuradze (72e), 1 transformation de Kvirikashvili (73e)
- France : 9 essais de Poitrenaud (5e), Nyanga (30e), Beauxis (37e), Dominici (45e, 57e), Bruno (52e), Nallet (63e), Martin (66e), Bonnaire (79e), 5 transformations de Beauxis (5e, 31e, 38e, 53e, 64e), 3 pénalités de Beauxis (4e, 16e, 24e)

### Matches à élimination directe

#### Quart de finale: France-Nouvelle-Zélande
Date : 6 octobre 2007, 20:00 UTC
Stade : Millennium Stadium, à Cardiff ( Pays de Galles)
Arbitre : Wayne Barnes 
Homme du match : Luke McAlister (pour l'IRB)
Statistiques : statistiques
Composition des équipes
- Nouvelle-Zélande

Titulaires : 1 Tony Woodcock, 2 Anton Oliver, 3 Carl Hayman, 4 Keith Robinson, 5 Ali Williams, 6 Jerry Collins, 7 Richie McCaw (cap.), 8 Rodney So'oialo, 9 Byron Kelleher, 10 Daniel Carter, 11 Sitiveni Sivivatu, 12 Luke McAlister, 13 Mils Muliaina, 14 Joe Rokocoko, 15 Leon MacDonald

Remplaçants : 16 Andrew Hore, 17 Neemia Tialata, 18 Chris Jack, 19 Chris Masoe, 20 Brendon Leonard, 21 Nick Evans, 22 Isaia Toeava
- France

Titulaires : 1 Olivier Milloud, 2 Raphaël Ibañez (cap.), 3 Pieter de Villiers, 4 Jérôme Thion, 5 Fabien Pelous, 6 Serge Betsen, 7 Thierry Dusautoir, 8 Julien Bonnaire, 9 Jean-Baptiste Élissalde, 10 Lionel Beauxis, 11 Cédric Heymans, 12 Yannick Jauzion, 13 David Marty, 14 Vincent Clerc, 15 Damien Traille

Remplaçants : 16 Dimitri Szarzewski, 17 Jean-Baptiste Poux, 18 Sébastien Chabal, 19 Imanol Harinordoquy, 20 Frédéric Michalak, 21 Christophe Dominici, 22 Clément Poitrenaud
Points marqués
- Nouvelle-Zélande : 2 essais de McAlister (17e), So'oialo (63e), 1 transformation de Carter (18e), 2 pénalités de Carter (13e, 31e)
- France : 2 essais de Dusautoir (54e), Jauzion (68e), 2 transformations de Beauxis (55e), Élissalde (69e), 2 pénalités de Beauxis (40e, 46e)

Le 6 octobre 2007, la France affronte les All Blacks en quart de finale à Cardiff. La France était donnée comme outsider et le nombre de supporters français atteignait les 7 000 dans le stade contre 25 000 supporters néo-zélandais.

##### L'avant-match
Une polémique concernant les maillots éclate pendant la semaine précédant la rencontre. Vainqueur du tirage au sort, les Français obtiennent le droit de jouer dans leur maillot, bleu foncé. Or, lors de leur match précédent, les Néo-Zélandais avaient utilisé leur deuxième maillot, gris et noir, qui s'était confondu avec celui marine et blanc de leurs adversaires, les Écossais, et la confusion risquait de se reproduire. Les Néo-Zélandais refusent dans un premier temps tout arrangement, et demandent même à ce que les Bleus jouent en blanc, couleur de leur tenue de rechange, ce qu'ils refusent. Après plusieurs jours de tractations, il est décidé que la France évoluera en maillot bleu, short blanc, bas blancs, et les Néo-Zélandais en maillot gris, short et bas noirs.
Bernard Laporte choisit de titulariser Damien Traille à l'arrière, poste que le centre de Biarritz n'a presque jamais occupé de sa carrière, et à l'ouverture le jeune Lionel Beauxis, 21 ans, malgré sa faible expérience. Il compte utiliser leur très long jeu au pied afin de maintenir les All Blacks dans leur camp au maximum et de trouver des touches lointaines pour limiter les possibilités de relance, point fort notamment de leurs ailiers Rokocoko et Sivivatu.

##### Le match
Le match se déroule en présence du Président de la République française Nicolas Sarkozy, du Premier ministre français François Fillon et du Premier ministre néo-zélandais Mme Helen Clark.
Avec seize sélections, le capitaine des Bleus Raphaël Ibañez devient le joueur français le plus capé en phase finale de Coupe du monde, détrônant Fabien Galthié et Abdelatif Benazzi (quinze chacun).
Après les hymnes, les Néo-Zélandais entament leur Haka, le classique Ka mate, mené par le pilier Carl Hayman. Au lieu de rester à distance, les Français viennent les défier sur la ligne médiane, à moins d'un mètre, les yeux dans les yeux. Les joueurs français alignés portent trois types de T-shirts, rouges, blancs et bleus, qui forment un gigantesque drapeau français, manière de marquer leur territoire face aux All Blacks. « On voulait montrer qu'on était fiers des couleurs de notre pays » (Raphaël Ibañez après le match).
Cinq minutes après le coup d'envoi, Serge Betsen, le meilleur plaqueur de l'équipe, est sonné après un plaquage sur Joe Rokocoko. Il est remplacé par Imanol Harinordoquy, qui glisse en no 8, tandis que Julien Bonnaire remplace Betsen en position de troisième ligne aile. Les All Blacks dominent et prennent le score par un essai de McAlister (17e), transformé par Daniel Carter et deux pénalités du même Carter (13e, 30e). Les Français Beauxis et Élissalde manquent chacun une pénalité. À la mi-temps, le score est de 3 à 13, après une pénalité de Beauxis.
Luke McAlister est expulsé pour 10 minutes à la suite d'une obstruction (coup d'épaule volontaire sur Yannick Jauzion) à la 45e minute. Outre la pénalité réussie par Beauxis à la suite de cette faute (6-13, 45e), les Bleus profitent de cette supériorité pour inscrire un premier essai de mouvement par Thierry Dusautoir, transformé par Jean-Baptiste Élissalde (13-13, 54e). Les Néo-Zélandais reprennent l'avantage par un essai de Rodney So'oialo mais McAlister manque la transformation (13-18, 63e).
L'essai marqué par Yannick Jauzion à la 68e minute, transformé par Élissalde, a suscité une polémique parmi les Néo-Zélandais, visant principalement l'arbitre Wayne Barnes. La percée de Frédéric Michalak aboutissant à l'essai de Jauzion s'est déroulée alors que le demi d'ouverture français semble avoir bénéficié d'une passe en-avant du centre Damien Traille, non sifflée par Wayne Barnes. Cet essai controversé permet à la France de remporter le match.
Pour la première fois de leur histoire les All Blacks ne font pas partie du dernier carré d'une Coupe du monde.

##### Statistiques
La possession de balle en faveur des Néo-Zélandais atteint 73 % contre 27 %. La France a effectué 197 plaquages, soit environ un tiers de plus que la moyenne constatée en match international. 19 ont été ratés, soit un taux de réussite de plus de 90 %. Le meilleur plaqueur du match est Thierry Dusautoir (33). À l'inverse, les All Blacks n'ont plaqué que 47 fois, dont onze plaquages ratés, soit 77 % de réussite. 
Les Français ont été sanctionnés par deux pénalités, toutes en première mi-temps, contre huit concédées par les All Blacks.
Les Français ont gagné neuf mêlées contre cinq, avec une seule introduction perdue. En touche, ils ont perdu six de leurs propres lancers, contre un seul aux All Blacks.
La France l'emporte pour la première fois depuis le 18 novembre 2000 contre les All Blacks (42-33 à Marseille).

##### Réactions
- « Les joueurs ont fait preuve de beaucoup d'envie, de précision, ils n'avaient pas envie de mourir. Maintenant, on ne va pas s'éterniser là-dessus. Ce qui nous intéresse, c'est la demi-finale contre l'Angleterre. Nous allons savourer ce soir et dès demain, nous « reconcentrer » sur notre prochaine rencontre… . La seule leçon que nous avons tiré de nos précédentes défaites contre les All Blacks, c'est qu'il fallait être disciplinés et occuper le terrain pour ne pas s'exposer et repartir chez eux. Nous l'avons fait. »[8] (Bernard Laporte, entraîneur du XV de France)

- « À chaque match contre la Nouvelle-Zélande, on est obligé de se surpasser. Tous les joueurs l'ont fait. On ne peut pas toujours gagner les matches face aux Blacks mais celui-là il est vraiment très important. Il restera très longtemps au fond de moi… Le premier match raté face à l'Argentine nous est resté en travers de la gorge et il a fallu se relever, il a fallu travailler vraiment très dur pour revenir dans la compétition. Ce sont des étapes, qu'on franchit les unes après les autres. C'est très bien d'avoir battu les Blacks et nous sommes contents de revenir sur Paris, de revenir en France avec cette victoire en poche. Il faut féliciter les supporters qui sont venus jusqu'à Cardiff et qui nous ont soutenu, notamment dans les dernières minutes. Tout ça, ça compte sur un terrain. »[9] (Raphaël Ibañez, capitaine du XV de France)

- « Attention, un match est un match. On ne bat pas l'Australie si on n'est pas une grande équipe. L'Angleterre a toujours été une grande équipe, nous le savons. La preuve, les Wasps sont champions du monde [d’Europe, en réalité]. Alors nous avons peut-être battu la meilleure équipe du monde, mais nous savons que la demi-finale ne sera pas facile. »[8] (Bernard Laporte, entraîneur du XV de France, à propos de la demi-finale.)

- « Nous sommes réalistes, la meilleure équipe a gagné ce soir… Nous n'avons pas su saisir les occasions… Les gens nous jugerons comme ils voudront. Je suis à l'aise. J'ai fait tout ce qui était en mon pouvoir pour être sûr de faire le maximum avec cette équipe All Black… Les Français ont superbement défendu. Ils ont joué avec flamme et passion. Ce n'est pas l'équipe que nous avons affrontée récemment [référence aux deux victoires faciles du mois de juin contre une équipe de France privée de la plupart de ses titulaires]. Il faut les féliciter pour leur défense et leur façon de jouer. »[10] (Graham Henry, entraîneur de la Nouvelle-Zélande)

#### Demi-finale
Date : 13 octobre 2007, 21:00 UTC+1
Stade : Stade de France, à Saint-Denis, France
Arbitre : Jonathan Kaplan 
Composition des équipes
- France

Titulaires : 1 Olivier Milloud, 2 Raphaël Ibañez (cap.), 3 Pieter de Villiers, 4 Jérôme Thion, 5 Fabien Pelous, 6 Serge Betsen, 7 Thierry Dusautoir, 8 Julien Bonnaire, 9 Jean-Baptiste Élissalde, 10 Lionel Beauxis, 11 Cédric Heymans, 12 Yannick Jauzion, 13 David Marty, 14 Vincent Clerc, 15 Damien Traille

Remplaçants : 16 Dimitri Szarzewski, 17 Jean-Baptiste Poux, 18 Sébastien Chabal, 19 Imanol Harinordoquy, 20 Frédéric Michalak, 21 Christophe Dominici, 22 Clément Poitrenaud
- Angleterre

Titulaires : 1 Andrew Sheridan, 2 Mark Regan, 3 Phil Vickery (cap.), 4 Simon Shaw, 5 Ben Kay, 6 Martin Corry, 7 Lewis Moody, 8 Nick Easter, 9 Andy Gomarsall, 10 Jonny Wilkinson, 11 Josh Lewsey, 12 Mike Catt, 13 Mathew Tait, 14 Paul Sackey, 15 Jason Robinson

Remplaçants : 16 George Chuter, 17 Matt Stevens, 18 Lawrence Dallaglio, 19 Joe Worsley, 20 Peter Richards, 21 Toby Flood, 22 Dan Hipkiss
Points marqués
- France : 3 pénalités de Beauxis (8e, 18e, 44e)
- Angleterre : 1 essai de Lewsey (2e), 2 pénalités de Wilkinson (47e, 74e), 1 drop de Wilkinson (77e)

Dans le cadre de la Coupe du monde de rugby, c'est la quatrième confrontation entre les deux équipes. Les compositions des deux équipes sont inchangées par rapport aux quarts de finale, y compris les remplaçants. Depuis 1999, les oppositions entre équipes de France et d'Angleterre ont donné un bilan équilibré avec sept victoires et sept défaites, toutefois la France a gagné cinq des six dernières oppositions (voir France-Angleterre en rugby à XV). Lors de la précédente Coupe du monde, en 2003, les deux équipes s'étaient aussi rencontrées en demi-finale et les Anglais avaient gagné sur le score de 24 à 7.

Les Anglais marquent le seul essai du match après 79 secondes de jeu sur une erreur de l'arrière français, Damien Traille. Les Français prennent ensuite l'avantage au score grâce à des pénalités réussies par Lionel Beauxis (9-5). Jonny Wilkinson réussit ensuite deux pénalités et un drop, permettant au XV de la Rose de l'emporter sur le score de 14 à 9 et de se qualifier pour la finale.

#### Match pour la troisième place
Date : 19 octobre 2007, 21:00 UTC+1
Stade : Parc des Princes, à Paris, France
Arbitre : Paul Honiss 
Composition des équipes
- France

Titulaires : 1 Jean-Baptiste Poux, 2 Raphaël Ibañez (cap.), 3 Nicolas Mas, 4 Lionel Nallet, 5 Jérôme Thion, 6 Yannick Nyanga, 7 Thierry Dusautoir, 8 Imanol Harinordoquy, 9 Jean-Baptiste Élissalde, 10 Frédéric Michalak, 11 Christophe Dominici, 12 David Skrela, 13 David Marty, 14 Aurélien Rougerie, 15 Clément Poitrenaud

Remplaçants : 16 Sébastien Bruno, 17 Pieter de Villiers, 18 Sébastien Chabal, 19 Rémy Martin, 20 Pierre Mignoni, 21 Lionel Beauxis, 22 Vincent Clerc
- Argentine

Titulaires : 1 Rodrigo Roncero, 2 Alberto Vernet Basualdo, 3 Omar Hasan, 4 Rimas Álvarez Kairelis, 5 Patricio Albacete, 6 Martín Durand, 7 Juan Martín Fernández Lobbe, 8 Gonzalo Longo, 9 Agustín Pichot (cap.), 10 Juan Martín Hernández, 11 Horacio Agulla, 12 Felipe Contepomi, 13 Manuel Contepomi, 14 Federico Martín Aramburú, 15 Ignacio Corleto

Remplaçants : 17 Marcos Ayerza, 16 Eusebio Guiñazú, 18 Esteban Lozada, 19 Juan Manuel Leguizamón, 20 Nicolas Fernández Miranda, 21 Federico Todeschini, 22 Hernán Senillosa
Points marqués
- France : 1 essai de Poitrenaud (70e), 1 transformation de Beauxis (70e), 1 pénalité de Élissalde (18e)
- Argentine : 5 essais de F. Contepomi (28e, 77e), Hasan (32e), Aramburú (53e), Corleto (65e), 3 transformations de F. Contepomi (29e, 33e, 78e), 1 pénalité de F. Contepomi (20e)

Les Argentins confirment leur supériorité face aux Français en remportant la petite finale, après avoir aussi battu le XV de France lors du match d'ouverture de la coupe du monde (17 à 12). Ils dominent la rencontre en marquant cinq essais, contre un seul pour les Français. Ces derniers enregistrent leur 3e défaite et terminent cette coupe du monde à la quatrième place. Les Argentins confirment leurs progrès et leur nouveau statut d'équipe majeure dans le monde du rugby à XV.